# Чемпионат мира по бобслею 1971
28-й чемпионат мира по бобслею и скелетону прошёл 15 февраля 1971 года в городе Червиния (Италия).

## Соревнование двоек
| Золото                                     | Серебро                                     | Бронза                                     |
| Джанфранко Гаспари, Марио Армано (2:22,80) | Энцо Викарио, Коррадо Даль Фаббро (2:22,98) | Херберт Грубер, Йозеф Оберхаусер (2:23,38) |

## Соревнование четвёрок
| Золото                                              | Серебро                                                               | Бронза                                                                     |
| Рене Стадлер, Макс Форстер, Эрих Шерер, Петер Шерер | Оскар Д'Андреа, Алессандро Бигноззи, Антонио Бранкачио, Ренцо Калдара | Вольфганг Циммерер, Петер Уцшнайдер, Вальтер Штайнбауэр, Штефан Гайсрайтер |

## Медальный зачёт
| Место | Страна    | Золото | Серебро | Бронза | Всего |
| ----- | --------- | ------ | ------- | ------ | ----- |
| 1     | Италия    | 1      | 2       | 0      | 3     |
| 2     | Швейцария | 1      | 0       | 0      | 1     |
| 3     | Австрия   | 0      | 0       | 1      | 1     |
| 4     | ФРГ       | 0      | 0       | 1      | 1     |